# Clouange
Clouange é uma comuna francesa na região administrativa de Grande Leste, no departamento de Mosela. Estende-se por uma área de 3,01 km². Em 2010 a comuna tinha 3 423 habitantes (densidade: 1 137,2 hab./km²).